# Universitätskrankenhaus Oslo
Das Universitätskrankenhaus Oslo (norwegisch Oslo universitetssykehus, kurz OUS) ist ein Universitätskrankenhaus in der norwegischen Hauptstadt Oslo und das größte Krankenhaus des Landes. Das Universitätskrankenhaus entstand am 1. Dezember 2008 durch die Zusammenlegung mehrerer Osloer Krankenhäuser.

## Geschichte
Am 1. Dezember 2008 wurden das Rikshospitalet-Radiumhospitalet, das Universitätskrankenhaus Aker und das Universitätskrankenhaus Ullevål zum Universitätskrankenhaus Oslo zusammengelegt. Es nahm seinen Betrieb zu Beginn des Jahres 2009 auf. Das Rikshospitalet-Radiumhospitalet war im Jahr 2005 durch die Zusammenlegung der beiden Krankenhäuser Rikshospitalet und des Radiumhospitalet entstanden. Die vier Standorte werden mit Stand 2024 weiterhin betrieben.
Das zugehörige Unternehmen trägt den Namen Oslo universitetssykehus HF und gehört zum regionalen Gesundheitsunternehmen Helse Sør-Øst.

## Bedeutung
Das Universitätskrankenhaus Oslo ist mit rund 24.000 Angestellten das größte Krankenhaus des Landes. Ein großer Teil der Medizinforschung an norwegischen Krankenhäusern wird im Universitätskrankenhaus Oslo betrieben.